# Rajo (nahija)
Nahija Rajo (ar. ناحية راجو‎, kur. Reco‎)  je nahija u okrugu Afrin, u sirijskoj pokrajini Alep. Površina nahije je 283,12 km2. Po popisu iz 2004. (prije rata), nahija je imala 21.955 stanovnika. Administrativno sjedište je u naselju Rajo.